# Три-Пойнтс
Три-Пойнтс (англ. Three Points) — переписна місцевість (CDP) в США, в окрузі Піма штату Аризона. Населення — 5184 особи (2020).

## Географія
Три-Пойнтс розташований за координатами 32°3′35″ пн. ш. 111°17′12″ зх. д. / 32.05972° пн. ш. 111.28667° зх. д. (32.059593, -111.286538).  За даними Бюро перепису населення США в 2010 році переписна місцевість мала площу 120,22 км², уся площа — суходіл.

## Демографія
Згідно з переписом 2010 року, у переписній місцевості мешкала 5581 особа в 2033 домогосподарствах у складі 1407 родин. Густота населення становила 46 осіб/км².  Було 2487 помешкань (21/км²).
Расовий склад населення:
| - 73,6 % — білих - 3,8 % — корінних американців - 0,9 % — чорних або афроамериканців - 0,5 % — азіатів - 0,2 % — вихідців з тихоокеанських островів - 18,0 % — осіб інших рас |

До двох чи більше рас належало 3,0 %. Частка іспаномовних становила 38,0 % від усіх жителів.
За віковим діапазоном населення розподілялося таким чином: 23,9 % — особи молодші 18 років, 62,3 % — особи у віці 18—64 років, 13,8 % — особи у віці 65 років та старші. Медіана віку мешканця становила 43,5 року. На 100 осіб жіночої статі у переписній місцевості припадало 105,8 чоловіків;  на 100 жінок у віці від 18 років та старших — 106,2 чоловіків також старших 18 років.
Середній дохід на одне домашнє господарство  становив 47 582 долари США (медіана — 36 681), а середній дохід на одну сім'ю — 55 789 доларів (медіана — 47 864). Медіана доходів становила 46 349 доларів для чоловіків та 24 381 долар для жінок. За межею бідності перебувало 29,6 % осіб, у тому числі 44,4 % дітей у віці до 18 років та 1,8 % осіб у віці 65 років та старших.
Цивільне працевлаштоване населення становило 1631 осіб. Основні галузі зайнятості: освіта, охорона здоров'я та соціальна допомога — 23,1 %, науковці, спеціалісти, менеджери — 11,8 %, публічна адміністрація — 10,5 %.